# Passagier 57
Passagier 57 ist ein US-amerikanischer Action-Thriller des Regisseurs Kevin Hooks aus dem Jahr 1992. Das Drehbuch schrieben Dan Gordon, David Loughery und Stewart Raffill. Die Hauptrolle spielt Wesley Snipes.

## Handlung
Der Terrorist Charles Rane will sich einer plastischen Operation unterziehen, um sein Gesicht zu verändern. Als man ihm Schmerzmittel geben will, lehnt er ab, denn es werde keine Schmerzen geben.
Gleichzeitig nähern sich Sicherheitskräfte der Klinik, um ihn festzunehmen, bevor er wieder ein neues Gesicht hat und nicht mehr erkannt wird.
Punkt zwölf Uhr überwältigt Rane den Chirurgen, bevor er zum ersten Schnitt ansetzt, und tötet ihn. Genau in diesem Moment stürmt die Polizei den Raum und Rane flieht, wird jedoch nach einer Verfolgungsjagd zu Fuß verhaftet.
Der ehemalige Polizist John Cutter arbeitet in Florida für die Fluggesellschaften als Ausbilder des Sicherheitspersonals. Sein Freund Sly Delvecchio bietet ihm einen Job als Sicherheitschef der Fluggesellschaft Atlantic International Airlines an. Cutter fliegt mit dem Flug 163 nach Los Angeles, um die neue Stelle anzutreten. Mit demselben Flug bringen FBI-Agenten den festgenommenen Rane nach Los Angeles.
Im Flugzeug des Typs Lockheed L-1011 befinden sich unter Passagieren und Personal fünf Komplizen Ranes, die ihn während des Fluges befreien. Das Flugzeug wird entführt; Cutter befindet sich während dieser Zeit auf der Toilette und kann seinen Freund Sly telefonisch informieren. Er überwältigt dann einen der Entführer, nimmt ihn als Geisel, doch auch Rane nimmt eine der Flugbegleiterinnen, Marti Slayton, als Geisel, die zufällig zu den ehemaligen Auszubildenden Cutters gehört; sie und Cutter verspüren eine gegenseitige Anziehung. In dieser ausweglosen Situation versucht Cutter zu fliehen; Rane schießt auf ihn, trifft aber nur seinen Komplizen. Slayton und Cutter können in den Frachtraum fliehen und lassen Treibstoff ab, was die Terroristen zur Landung auf einem Flughafen in Louisiana zwingt. Cutter will aus dem Flugzeug springen, wenn es zum Stehen kommt, wird jedoch von einem Helfer Ranes entdeckt und während des Ausrollens des Flugzeuges in einem kurzen Kampf auf die Landebahn geworfen.
Cutter wird von der lokalen Polizei für einen der Entführer gehalten und festgenommen; erst später wird seine Identität bestätigt. Rane verspricht die Freilassung der Hälfte der Geiseln im Tausch gegen Treibstoff. Er und zwei seiner Leute verlassen während des panischen Ausstiegs von hundert Passagieren das Flugzeug, doch Cutter bemerkt dies und verfolgt sie. Im Kampf wird einer des Trios getötet. Cutter überwältigt Rane und nimmt ihn fest. Der Terrorist droht, dass einer seiner Komplizen im Flugzeug in 20 Minuten die restlichen Geiseln töten werde, wenn er nicht wieder an Bord komme. Den Plan des FBI, Rane an Bord zu begleiten und die Situation für sich zu entscheiden, scheitert, als der am Boden verbliebene Gangster Ranes Begleiter auf der Gangway niederschießt. Die aufgetankte Maschine startet wieder mit Rane, aber Cutter verfolgt sie in einem Polizeiauto, springt auf das Bugfahrwerk und gelangt ins Flugzeug. Die beiden letzten Komplizen Ranes, einer eine Flugbegleiterin, kann er ausschalten. Im Kampf mit Rane stößt er ihn aus einer abgerissenen Türe. Nachdem das Flugzeug gelandet ist, gehen Cutter und Slayton, die keine Lust haben, sich den Reportern zu stellen, Arm in Arm in die Stadt.

## Kritiken
Hal Hinson schrieb in der Washington Post vom 6. November 1992, der Film versuche, Wesley Snipes als eine Kombination von Bruce Lee und Bruce Willis darzustellen. Snipes sei kein schlechter Darsteller und er spiele auch in diesem Film nicht schlecht, er sei trotzdem die falsche Besetzung für die Rolle.
Das Lexikon des internationalen Films meinte: „Klischeehafte Aneinanderreihung von Action-Mustern, gelegentlich durch modische Werbefilm-Ästhetik aufgepäppelt; weder besonders spannend noch originell.“
Cinema urteilte: „Knackiges Spektakel mit Turbulenzen“. Kritisierte aber, „seit ‚Stirb langsam‘ alles schon mal dagewesen“ und „die Synchronisation irritiert: Snipes spricht mit der deutschen Stimme von Bruce Willis, sein weißer Kumpel Tom Sizemore mit der von Will Smith.“

## Hintergründe
John Cutter liest in einer Szene ein Buch mit dem Titel The Art of War. Das ist auch der Titel eines späteren Films mit Wesley Snipes, The Art of War.
Das Flugzeug im Film ist eine Lockheed L-1011 TriStar der fiktiven Atlantic International Airlines.
Eine Anspielung auf Film und Hauptdarsteller findet sich in der Eröffnungssequenz des Actionfilms Bad Boys – Harte Jungs.
Wesley Snipes fährt im Film ein rotes Chevrolet Corvette C4 Cabrio.
Im 2007er Doctor-Who-Weihnachtsspecial Reise der Verdammten (Voyage of the Damned) stellt sich der 10. Doktor einem Info-Roboter auf dem Raumschiff Titanic als Passagier 57 vor.
Im April 2013 wurde der Film von der FSK neugeprüft und von einer 18-Freigabe auf eine Freigabe ab 16 Jahren heruntergestuft.
Der Schauspieler Jerry Doyle, der durch seine Rolle in der Science-Fiction-Serie Babylon 5 bekannt wurde, hat einen Statistenauftritt als Flugzeugpassagier.
Während des Abspanns ist das Lied Too High von Stevie Wonder zu hören.